# 奈亞子
奈亞子（日语：／ Nyaruko）是輕小說系列《襲來！美少女邪神》的女主角，由逢空万太和狐印所創。作者以克蘇魯神話裏登場的奈亚拉托提普（英語：Nyarlathotep；日语： Nyaruratohotepu）為靈感，創作出奈亞子這名角色。在作品中，外星人奈亞子為了保護高中生八坂真尋免於其他外星人襲擊，而從宇宙派來地球，並對之一見鍾情。
這名角色在動畫等改編作品中亦有登場。在改編動畫中，奈亞子由阿澄佳奈配音。一些愛好者認為這名角色很令人惱火，不過部分歐美評論家則認為奈亞子令人討喜。

## 角色設計
奈亞子這名角色由日本作家逢空万太和插畫師狐印所創。他們受到霍华德·菲利普斯·洛夫克拉夫特的著作影響，而把奈亞子設定為於後者登場的邪神——奈亞拉托提普。動畫監督長澤剛在2014年1月的一次訪問中說道，只有日本动画、漫画、輕小說才會為神話生物進行萌化。長澤在之後被問到「奈亞子的呆毛是否其附肢？」。他對此沒有直接回應，反引用《克蘇魯的呼喚》內的內容，藉其傳達「世上有些事不知為妙」的訊息。

## 作中表現

### 本篇
总是面带笑容匍匐而来的蠕动混沌，奈亚拉托提普向你问好！——奈亞子
奈亞子是輕小說系列《襲來！美少女邪神》的主角。在作品中，她是宇宙聯合行星保護機構的特務，並從機構那邊收到「保護地球少年八坂真尋免於其他外星人襲擊」的任務。不過，她及後表示自己在查看資料時對真尋一見鍾情。奈亞子在跟真尋碰面後，向他解釋道洛夫克拉夫特之所以能創作出跟克苏鲁神话有關的作品，是因為從其他奈亞拉托提普的口中獲得靈感，她亦表明自己是奈亞拉托提普的其中一員。
奈亞子因為是无貌之神，故能夠按自己的需要改變外表。在整個故事中，她常以銀髮少女的姿態出現。她為了留在真尋身旁，而轉入其所就讀的學校，即使其已從外星的大学毕业。她在向真尋的同學介紹自己時，會自稱為八坂奈亚拉托提普，並希望真尋的同學以簡稱奈亞子稱呼自己。真尋繼謊稱奈亞子是自己的外國远亲，在日本留學時由他一家照顧。她不遺餘力地追求真尋，希望嫁給他，之後一起組織家庭。不過她的有關行為往往令真尋感到厭煩。
隨著劇情發展，其他外星人亦來到地球跟奈亞子接觸。外星人克圖格亞（克子）和哈斯塔（哈斯太）则在过程中因各种理由，而要跟奈亞子和真尋住在一起。哈斯太喜歡真尋，而克子則喜歡奈亞子（後來同時喜歡真尋）。奈亞子因此視他們倆阻礙了自己跟真尋的關係發展。故事中一個常見橋段跟奈亞子的年齡有關：當中真尋會嘗試找出奈亞子的實際年齡，而奈亞子則以各種方式不讓真尋知道。奈亞子具有一定的戰鬥能力，她能夠在戰鬥時把衣服變換成具有红色線條的黑色装甲。

### 其他媒體
奈亞子在《襲來！美少女邪神》的改編動畫和OVA中亦有登場。在改編動畫中，奈亞子由阿澄佳奈配音。奈亞子有在當中登場的動畫作品包括網絡動畫《襲來！美少女邪神》（2009年）、電視動畫《襲來！美少女邪神 Remember My Love（craft先生）》（2010年） 、《襲來！美少女邪神》（2012年）、《襲來！美少女邪神W》（2013年）、OVA《襲來！美少女邪神F》（2015年）。她在改編漫畫和PSV遊戲《襲來！美少女邪神 難以名狀的遊戲物體》中亦有登場。

## 各界反應

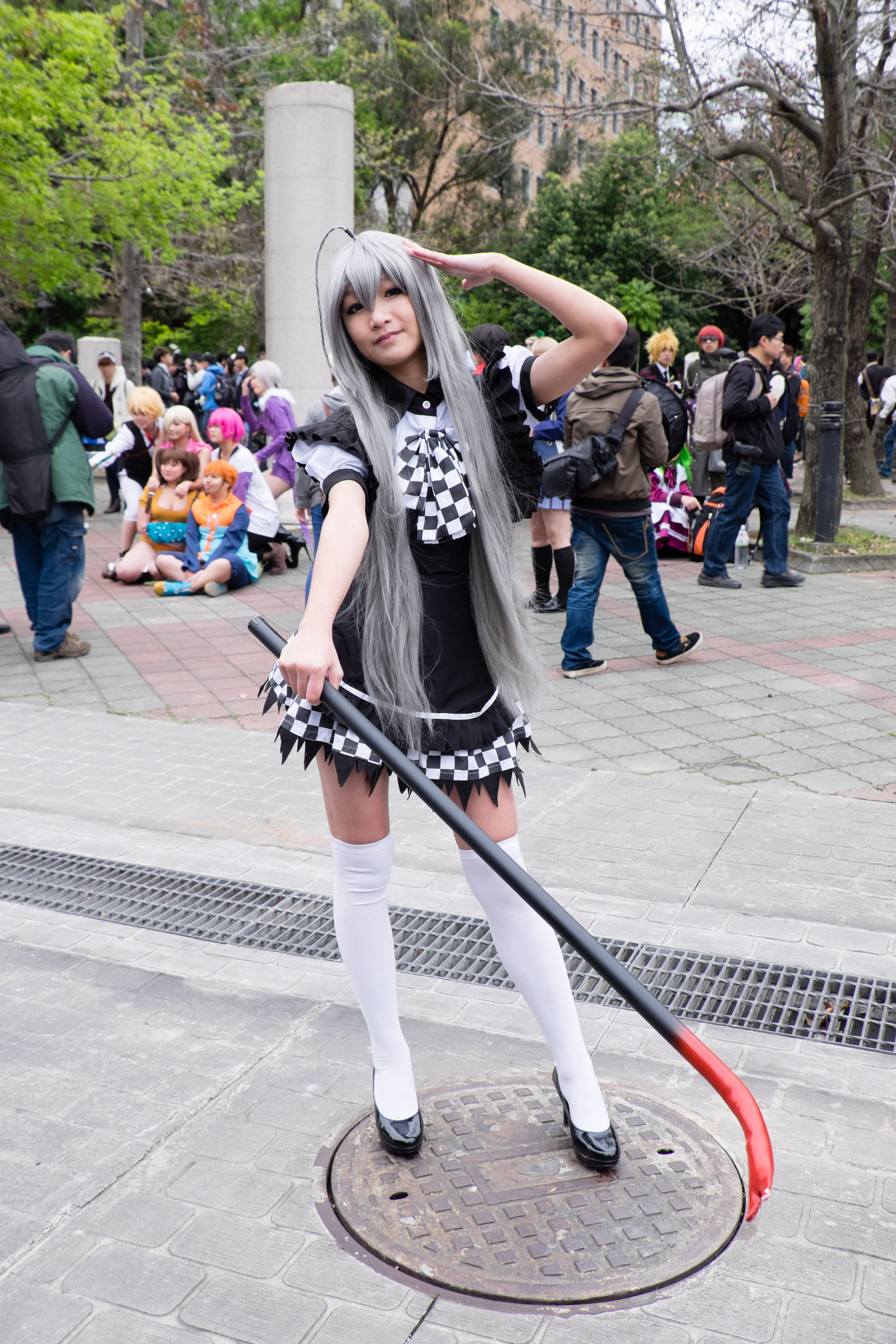
扮演成奈亞子的角色扮演者

### 角色人氣
奈亞子在日本動漫迷圈子中頗具人氣，並成為眾多角色扮演者的扮演對象。在日本亦出現了以奈亞子等人物為主題的痛車。BIGLOBE在2013年5月公佈「最令人惱火的動畫角色排行榜」，奈亞子在當中以252票排在第7位。同月，奈亞子在同一網站的「最討人厭動畫女主角排行榜」中排行第8位（250票）。「Anime2You」網站於2017年10月公佈「十大漂亮動畫魔物娘排行榜」，當中把奈亞子評為第8位。

### 媒體評論
動畫新聞網的評論員卡尔·金林格（Carl Kimlinger）表示，奈亞子在該一作品中不斷向男主角發動攻勢，以望他終有一日願意跟自己結婚。他同時認為奈亞子因其「終極戰鬥技」，而成為作品的「戰隊英雄」。動畫新聞網的班布·东（Bamboo Dong）寫道，「奈亞子雖能夠把自己變換成假面騎士般的外表」，但她在日常還是會維持人類型態，她有時甚至會躲在抱枕內，以跟真尋睡在一起。
THEM動畫評論網的艾登·福特（Aiden Foote）認為，奈亞子十分令人討喜，而且很可愛。他及後讚揚阿澄佳奈在為奈亞子配音時的表現，認為她配得很好。THEM動畫評論網的斯蒂格·霍格塞特（Stig Høgset）則寫道，奈亞子符合「過分有活力」的動漫定型角色形象。

### 週邊
廠商推出了幾款與奈亞子相關的可動人偶。Good Smile Company在2012年11月29日推出奈亞子的黏土人，其臉部和身體部位皆可進行混搭。MAX FACTORY的1/7比例奈亞子裸體圍裙模型則在次年10月開售。